# مجموعة الغارديان الإعلامية
مجموعة الغارديان الإعلامية (بالإنجليزية: Guardian Media Group)‏ هي شركة إعلامية بريطانية تمتلك العديد من العمليات الإعلامية بما في ذلك صحيفة الغارديان وصحيفة الأوبزرفر. المجموعة مملوكة بالكامل لشركة سكوت تراست المحدودة [الإنجليزية]، والتي أنشئت لتأمين الاستقلال المالي والتحريري لصحيفة الغارديان إلى الأبد.
وأشار التقرير السنوي للمجموعة (للسنة المنتهية في 2 أبريل 2023) إلى أن صندوق سكوت تراست للوقف قُدرت قيمته بـ 1.24 مليار جنيه إسترليني، بينما بلغت قيمته في عام 2021 1.14 مليار جنيه إسترليني.

## التاريخ
تأسست الشركة باسم مانشستر غارديان المحدودة في عام 1907 عندما اشترى سي. بي. سكوت [الإنجليزية] صحيفة مانشستر غارديان (التي تأسست عام 1821) من ملكية ابن عمه إدوارد تايلور.
أصبحت شركة صحيفة مانشيستر غارديان آند إيفيننج نيوز المحدودة عندما اشترت شركة مانشستر إيفنينج نيوز في عام 1924، ثم أصبحت فيما بعد شركة صحيفة الغارديان وصحيفة مانشستر إيفيننج نيوز المحدودة لتعكس التغيير في عنوان الصحيفة الصباحية. تبنت اسمها الحالي في عام 1993.
في عام 1991، كانت لها حصة 20% في اتحاد يضم لندن ويك إند تلفزيون [الإنجليزية]، والتلفزيون الاسكتلندي [الإنجليزية]، وشركة والت ديزني، وكارلتون للاتصالات [الإنجليزية] للحصول على امتياز جديد لقناة آي تي في للإفطار يسمى جي إم تي في [الإنجليزية].
كانت مجلة الغارديان الشهرية مجلة لامعة نشرتها مجموعة الغارديان الإعلامية للقراء في جميع أنحاء العالم. تم إطلاقها في نوفمبر 2006، وقد جعلت مختارات من ملاحق مجلة الغارديان والأوبزرفر متاحة لجمهور دولي من الناطقين باللغة الإنجليزية. احتوت الأعداد على مقابلات مع شخصيات ثقافية ومقالات حول قضايا عالمية ومقالات منتظمة عن السفر والكتب والرياضة والصحة والأزياء والطعام والتصوير الفوتوغرافي. في يوليو 2007، أعلنت مجموعة الغارديان الإعلامية إلغاء مجلة الغارديان الشهرية. في رسالة إلى المشتركين، أوضح ويل ريكيتس، ناشر مجلة الغارديان الشهرية، أسباب إلغاء المجلة الشهرية:
وتتبع الشركة رؤية استراتيجية طويلة الأجل لأنشطتها، وعلى الرغم من الأداء الجيد لمجلة الجارديان الشهرية في السوق الدولية المزدحمة والتنافسية، فقد قررنا أن هذا ليس الوقت المناسب لمواصلة تقديم مجلة عالمية.
في مارس 2007، باعت جي إم جي 49.9% من مجموعة تريدر ميديا إلى شركاء أباكس، في صفقة قدرت قيمة مجموعة تريدر ميديا بـ1.35 مليار جنيه إسترليني. في ديسمبر 2007، أُعلن أن جي إم جي وأباكس قد قدمتا عرضًا ناجحًا لشراء ذراع الأعمال التجارية لشركة إيماب مقابل حوالي مليار جنيه إسترليني.
في فبراير 2010، باعت المجموعة قسم وسائل الإعلام الإقليمية جي إم جي (المكون من شركتين مين ميديا وإس & بي ميديا اللتين تديران 31 عنوانًا لصحيفة محلية وإقليمية) إلى ترينيتي ميرور مقابل 44.8 مليون جنيه إسترليني. أدى البيع إلى تآكل العلاقة بين الغارديان ومانشستر حيث تم تضمين بيع مانشستر إيفنينج نيوز في الحزمة. لم يتم تضمين محطة التلفزيون المحلية للقسم في مانشستر الكبرى، القناة إم، وصحيفتين في ووكينج في البيع.
في يونيو 2012، باعت شركة جي إم جي قسم جي إم جي راديو التابع لها، والذي كان يدير شبكتي ريل راديو وسموذ راديو، إلى شركة غلوبل راديو.
في يناير 2014، تخلصت شركة جي إم جي من حصتها المتبقية في مجموعة تريدر ميديا.
كانت كارولين ماكول الرئيسة التنفيذية لمجموعة غارديان ميديا ورئيسة مجلس إدارة غارديان نيوز آند ميديا ليميتد من عام 2006 حتى يونيو 2010، عندما تم تعيينها كرئيسة تنفيذية لشركة إيزي جيت. كان أندرو ميلر، الذي كان يشغل سابقًا منصب المدير المالي للمجموعة، الرئيس التنفيذي من يوليو 2010 إلى 2015. تولى ديفيد بيمسيل مكانه في عام 2015.
في أكتوبر 2017، أعلنت مجموعة غارديان ميديا عن خطة لإطلاق صندوق جديد لرأس المال الاستثماري بقيمة 42 مليون جنيه إسترليني. تم تنفيذ هذه الخطة، مما جعل سكوت تراست شريكًا محدودًا في شركة جي إم جي فينتشرز. وفقًا لتقرير جي إم جي السنوي لعام 2018، «تم تصميم صندوق رأس المال الاستثماري هذا بقيمة 42 مليون جنيه إسترليني للمساهمة في العوائد المالية ودعم استراتيجية جي إم جي من خلال الاستثمار في الشركات في المراحل المبكرة التي تركز على تطوير الجيل القادم من تكنولوجيا الوسائط».
في يناير 2020، أُعلن أن آنيت توماس ستصبح الرئيسة التنفيذية الجديدة في مارس 2020. كانت توماس محررة سابقة لمجلة نيتشر، ومديرة عامة لمجموعة نيتشر للنشر والرئيسة التنفيذية لشركة ماكميلان للعلوم والتعليم. حلت محل ديفيد بيمسيل الذي غادر لتولي دور في الدوري الإنجليزي الممتاز.
في مايو 2021، ذكرت صحيفة ديلي تلغراف أن محررة الغارديان كاثرين فاينر وتوماس كانا في صراع بشأن الشؤون المالية والاتجاه الذي يجب أن تسلكه الصحيفة. في العام السابق، أعلنت الغارديان عن خفض 180 وظيفة. قالت توماس في وقت سابق في مؤتمر لصناعة الإعلام «لدينا محتوى عالي الجودة ... المهمة المطروحة الآن هي المضي قدمًا من خلال تعزيز العناصر المتنامية في أعمالنا». أرادت فينر استثمارًا متجددًا بعد نتائج مالية أفضل مما كان متوقعًا في عام 2020. في 9 يونيو 2021، أُعلن أن توماس ستترك مجموعة الغارديان الإعلامية في نهاية الشهر.
في أغسطس 2022، تم تعيين آنا باتيسون كرئيسة تنفيذية. وفي وقت لاحق، استقال أندرس جينسن، الرئيس التنفيذي لشركة فيابلاي، من منصبه كمدير غير تنفيذي في مجموعة جي إم جي بسبب عملية التعيين، وخاصة مستوى النفوذ الذي تمارسه محررة صحيفة الغارديان كاثرين فاينر.
في سبتمبر 2024، كشفت صحيفة الغارديان أنها تجري محادثات لبيع صحيفة الأوبزرفر لموقع الأخبار تورتويز ميديا. صوت الصحفيون في مجموعة الغارديان الإعلامية لإدانة البيع وأقروا تصويتًا بحجب الثقة عن مالكي الصحيفة، متهمين إياها بالخيانة وسط مخاوف من أن بيع الصحيفة قد يضر بالأمن المالي لأعضاء الموظفين.

## هيكل المجموعة
النشاط الأساسي لشركة جي إم جي هو شركة غارديان نيوز أند ميديا المحدودة، ناشر موقع theguardian.com وصحيفتي الغارديان والأوبزرفر. تأسست شركة غارديان نيوز اند ميديا تحت اسم صحيفة الغارديان المحدودةفي عام 1967، ثم تبنت اسمها الحالي في عام 2006.
تمتلك المجموعة محفظة من الاستثمارات للمساعدة في دعم صحافتها. وهي تتألف من:
- أسينشال [الإنجليزية]: شركة دولية متخصصة في الاستخبارات الرقمية وتنظيم الفعاليات بين الشركات.
- صندوق استثماري يتم إدارته خارجيًا.

تأسست مجموعة غارديان ميديا لدعم الغرض الأساسي لمالكها، سكوت تراست ليميتد: تأمين الاستقلال المالي والتحريري لصحيفة الغارديان إلى الأبد، ولكن في عام 2011/12 خسرت المجموعة 75.6 مليون جنيه إسترليني، وعلى مدار السنوات الثلاث حتى يونيو 2012، خسرت الصحيفة نفسها 100 ألف جنيه إسترليني يوميًا – مما دفع مجلة إيكونوميست إنتليجنت لايف إلى التساؤل عما إذا كانت صحيفة الغارديان قادرة على البقاء. في أواخر عام 2013، باعت مجموعة خدمات العقارات الخاصة بها إلى شركة الأسهم الخاصة لويدز ديفيلوبمنت كابيتال (التي أعيدت تسميتها إلى مجموعة بروبرتي سوفتوير)، مشيرة إلى أن ذلك سيسمح لهم بالتركيز على الاستثمار في الجزء الأساسي من أعمالهم—غارديان نيوز آند ميديا. في عام 2014، أطلقت صحيفة الغارديان مخطط عضوية، بهدف تجنب إدخال جدار الدفع والحفاظ على الوصول المفتوح إلى الموقع الإلكتروني. اعتبارًا من عام 2018، اعتُبر هذا النهج ناجحًا، حيث جلب أكثر من مليون اشتراك أو تبرع، حيث كانت الصحيفة تأمل في تحقيق التعادل بحلول أبريل 2019، وهو الهدف الذي حققته في مايو 2019.

## وصلات خارجية
- الموقع الرسمي
- Guardian website
- TMG website
- GMG Property Services website